# 腰紋豬齒魚
腰紋豬齒魚，為輻鰭魚綱鱸形目隆頭魚亞目隆頭魚科的其中一種，分布於中西太平洋區的菲律賓及東印度群島海域，棲息深度可達20公尺，本魚最大特徵是體側具有一寬的灰白條紋，從胸鰭基部延伸至背鰭棘後端，體長可達18公分，棲息在半開放、沙底質的珊瑚礁及潟湖，生活習性不明。

## 擴展閱讀
維基物種上的相關：腰紋豬齒魚